# Single System Image
SSI (Single System Image): en un SSI todas las computadoras vinculadas dependen de un sistema operativo común, diseñado al efecto. En cambio, un grid es heterogéneo, en el sentido en que las computadoras pueden tener diferentes sistemas operativos.
Una imagen única de sistema (Single System Image, SSI) es una propiedad de un sistema que oculta la naturaleza heterogénea y distribuida de los recursos, y los presenta a los usuarios y a las aplicaciones como un recurso computacional unificado y sencillo. SSI significa que el usuario tiene una visión global de los recursos disponibles independientemente del nodo al que están físicamente asociados esos recursos. Además, SSI puede asegurar que un sistema continuará funcionando después de algún fallo (alta disponibilidad) así como asegurar que el sistema se cargue uniformemente y se provea de multiprocesamiento común (gestión y planificación de recursos).
Las metas más importantes que se persiguen en el diseño de un SSI son, principalmente, la completa transparencia en la gestión de recursos, escalabilidad, y la capacidad de soportar aplicaciones de usuario.
Algunos ejemplos de estos sistemas operativos son:
```
   * Amoeba (inactivo)
   * BProc
   * DragonFly BSD (meta a largo plazo)
   * Genesis
   * Kerrighed
   * Mosix/OpenMosix
   * Nomad (inactivo)
   * OpenSSI
   * Plurix
   * Sprite (inactivo)
   * VMScluster (OpenVMS)
   * TruCluster
```

- Datos: Q2738026